# Clase Bustamante
La Clase Bustamante fue una serie de tres destructores creado para la Armada Española. Al igual que los tres acorazados de clase España, los tres destructores de clase Bustamante fueron construidos como fruto del plan Ferrándiz, ley de 7 de enero de 1908 (D.O. n.º 5, de 8-1-1908), que preveía un determinado número de unidades en España, con el fin de acortar el abismo tecnológico existente con el resto de las potencias europeas, El nombre de los tres buques, hace referencia a tres de los héroes fallecidos durante la guerra hispano-estadounidense, dos en la batalla naval de Santiago de Cuba, Joaquín Bustamante y Quevedo y Fernando Villaamil y el tercero en la de Cavite, Luis Cadarso y Rey.

## Diseño
En 1907, para cumplir con las obligaciones adquiridas por los Acuerdos de Cartagena de ese año, de la mano del presidente Antonio Maura y su ministro de Marina, el almirante Ferrándiz se diseñó un nuevo Plan Naval (conocido posteriormente como Plan Ferrándiz) propuesto en 1907 y aprobado por el gobierno a principios del año siguiente como Ley de Marina del 7 de enero de 1908. La ley también autorizó un gran programa de construcción naval, con tres acorazados, tres destructores, 24 torpederos y 4 cañoneras que se completarían en 1914. Si bien los barcos se construirían en los astilleros españoles recientemente renovados, la mayoría de los barcos serían de origen extranjero. diseño. Los tres destructores fueron construidos por la Sociedad Española de Construcción Naval (SECN), el consorcio creado para restaurar y administrar los astilleros españoles, en Cartagena con un diseño británico (bien por Vickers o John Brown — ambas empresas formaban parte del consorcio SECN). Se inspiraban claramente en la clase Furor, con unas líneas muy similares, pero reduciendo el número de calderas a tres y aumentando el número de turbinas y hélices a tres.
Los nuevos destructores tenían 64,7 metros (212 pies 3 pulgadas) de largo, una manga de 6,7 m (22 pies 0 pulgadas), un calado de 1,7 m (5 pies 7 pulgadas) y desplazaban 530 toneladas largas (539 t). Estaban propulsados por turbinas de vapor, alimentados por calderas Yarrow o Normand y propulsados por tres ejes de hélice. La maquinaria tenía una potencia nominal de 6.250 caballos de fuerza en el eje (4.660  kW), lo que daba una velocidad de 28 nudos (52 km/h; 32 mph). Los barcos tenían un alcance de 900 millas náuticas (1700 km; 1000 mi) a 15 nudos (28 km/h; 17 mph). Se colocaron dos embudos. El armamento consistía en cinco cañones Vickers de 57 mm (2 pulgadas): dos, uno al lado del otro, en el castillo de proa de los barcos, uno a popa en la línea central de los barcos y los dos cañones restantes en la manga de los barcos. Se instalaron dos juegos de tubos de torpedos gemelos de 450 mm (18 pulgadas). El blindaje, al igual que los de la clase Furor, era inexistente.

## Historial
Los tres destructores, Bustamante, Villaamil y Cadarso, fueron botados entre 1911 y 1913. Bustamante y Villaamil fueron botados en 1913 mientras que Cadarso fue botado en 1914. Bustamante fue terminado en 1914, con Villaamil y Cadarso completados en 1916. Debido al cese del apoyo material de Gran Bretaña durante la Primera Guerra Mundial, Cadarso fue equipado con tubos de torpedos de 380 mm (15 pulgadas) en lugar de los tubos de 450 mm planificados. En el momento en que entraron en servicio, la clase Bustamante fue superada por los destructores extranjeros contemporáneos, por estar mal armados y lentos. Resultaron defectuosos y sólo duraron en la Armada quince años.
Los barcos realizaron patrullas de neutralidad por las costas españolas durante la Primera Guerra Mundial. Pasaron gran parte de su tiempo en un escuadrón de entrenamiento, y fueron eliminados a principios de la década de 1930, con Cadarso siendo desguazado en 1930, Bustamante también en 1930 y Villaamil en 1932.

## Buques de esta clase
| Nombre     | Año de botadura | Finalización de servicio | Causa    | Observaciones |
| ---------- | --------------- | ------------------------ | -------- | ------------- |
| Bustamante | 1914            | 1930                     | Retirado | Desguazado    |
| Villaamil  | 1916            | 1932                     | Retirado | Desguazado    |
| Cadarso    | 1917            | 1930                     | Retirado | Desguazado    |